# Колумбийский лесной трупиал
Колумбийский лесной трупиал (лат. Macroagelaius subalaris) — вид птиц рода лесные трупиалы семейства трупиаловых. Эндемик Колумбии

## Описание
Представители данного вида практически полностью чёрного цвета, однако есть пятна тёмно-бордового цвета, которые находятся в подмышечных впадинах и на большей части подкрыльев (почти незаметны, когда у птиц сложены крылья, их почти не видно, если птица сидит). Как правило, эти птицы обитают на пологе леса. Данный вид может собираться в крупные стаи.
Эндемик восточной горной цепи Анд в Колумбии, вид с ограниченным ареалом, редкий и крайне локальный. Обитает в горных лесах с обилием дубов на высоте от 2500 до 2900 м над уровнем моря. В последнее время наблюдался только в ограниченных районах департаментов Сантандер и Бояка, хотя ранее он также присутствовал в департаментах Норте-де-Сантандер и Кундинамарка.
Сокращение ареала произошло, в основном, из-за зависимости от места обитания — дубовых лесов, которые сильно фрагментированы из-за вырубки, связанной с добычей полезных ископаемых и преобразования территорий для нужд сельского хозяйства. Вид классифицируется как находящийся под угрозой исчезновения.
Оценки мировой популяции колеблются от 1000 до 3000 особей. В течение 20 века этот вид был истреблён во многих районах и в настоящее время имеет неоднородное распространение. Утрата среды обитания является основной угрозой, поскольку не менее 80% горных дубовых лесов вырублены или превращены в пастбища. Во время исследований в 2003–2006 годах в Национальном природном парке Серрания-де-лос-Яригес в Восточной Кордильере в Андском регионе Анд, вид был обнаружен в трёх местах, одно из которых считалось многочисленным. В январе 2011 года новая популяция была обнаружена в заповеднике Парамо-ла-Флореста, муниципалитет Сапатока.

## Распространение и среда обитания
Колумбийский лесной трупиал — эндемик восточной горной цепи Анд в Колумбии. Обитает в горных лесах с обилием дубов на высоте от 2100 до 2900 м над уровнем моря.
Активные гнезда были зарегистрированы в Энсино, муниципалитет Сантандер, в биологическом заповеднике Качалу и в Соате, департамент Бояка; в Кукутилле, департамент Норте-де-Сантандер.
Вид был зарегистрирован орнитологами в дубовых и смешанных лесах. Встречается, в основном, небольшими группами от 3 до 6 особей, но иногда образует стаи от 30 до 40 птиц. Большие группы наблюдались в июле и августе в регионе Соаты (Бояка), особенно на краю гор. Группы иногда объединяются в смешанные стаи. В Сисавите, муниципалитет Кукутилья, Норте-де-Сантандере; две группы из 5 и 7 особей наблюдались возле ручья Салинас в течение двух дней из 23 дней пребывания в этом районе. В секторе Сусакон-Соата-Типакоке департамента Бояка легко обнаружить две-три группы из 3-5 особей в период с февраля по май, а иногда и группы до 70 особей в остальное время года. Активные гнезда были зарегистрированы в Энсино, Сантандер, в биологическом заповеднике Качалу.

## Размножение
В отличие от некоторых трупиаловых, подкладывающих в чужие гнёзда свои яйца, самки вьют гнёзда и ухаживают за потомством, выводя за летний период по два-три выводка. Они могут проявлять выводковый паразитизм на ранней стадии процесса, занимая гнёзда, построенные другими птицами.
Сезон гнездования — май–сентябрь. Гнездится одиночно. Группы из 4–5 особей посещают гнездо или птенцов; также одну взрослую особь, возможно, самку, кормили другие взрослые особи из гнездовой группы. Гнездо, построенное несколькими членами группы, представляет собой открытую чашу, сделанную из разнообразного растительного материала, в основном, из сухих листьев, веток бамбука, стеблей травы и сухих веток. Внешние стены могут включать лишайники, тонкие стебли папоротника и пальмовые или бромелиевые волокна. Наружный диаметр гнезда 25–30 см, глубина 16,5 см, внутренний диаметр 10–11 см; размещается в основном на ветках дуба, обычно на высоте 5–10 м над землёй, часто на недоступных внешних ветвях или над крутым склоном, некоторые гнезда более или менее замаскированы древесной опавшей листвой. Информация о размере кладки отсутствует, фрагменты яичной скорлупы бледно-голубые с красновато-коричневыми отметинами; нет сведений об инкубационном и птенцовом периодах птенцов, которых кормят несколько членов группы.

## Питание
Питается, главным образом, насекомыми, чаще всего прямокрылыми и жесткокрылыми, а изредка поедает и некоторые ягоды.